# Kanton Cherbourg-Octeville-Nord-Ouest
Der Kanton Cherbourg-Octeville-Nord-Ouest war von 1973 bis 2015 ein französischer Wahlkreis im Arrondissement Cherbourg, im Département Manche und in der ehemaligen Region Basse-Normandie. Der Kanton umfasste einen Teil der früheren Gemeinde Cherbourg-Octeville.